# Comte AC-1
Die Comte AC-1 war ein einsitziges Jagdflugzeug des schweizerischen Herstellers Alfred Comte aus den 1920er Jahren.

## Entwicklungsgeschichte
Das Schweizer Unternehmen Flugzeugbau Alfred Comte, das in Horgen bei Zürich gegründet wurde, begann den Flugzeugbau in den frühen zwanziger Jahren mit der Lizenzfertigung deutscher Konstruktionen.
Der erste eigene Versuch des Unternehmens war die Comte AC-1, die privat entwickelt wurde, um einer Anforderung der Schweizer Fliegertruppe nach einem einsitzigen Jagdflugzeug zu entsprechen.
Der Prototyp, der am 2. April 1927 zum ersten Mal flog, war ein von der Konstruktion her der französischen Dewoitine D.9 ähnlicher, abgestrebter Hochdecker mit starrem Hecksporn-Fahrwerk. Die Grundkonstruktion bestand aus Metall, wobei die Flügel und die Leitwerksflächen mit Stoff bespannt waren, der Rumpf jedoch eine leichte Aluminiumhaut hatte. Als Triebwerk diente ein Gnome-Rhône Sternmotor.
Die Erprobung und Auswertung bei der Fliegertruppe führte dazu, dass der Prototyp für das Militär gekauft, jedoch keine weiteren Serienmaschinen bestellt wurden. Daraufhin wurde der von Comte konstruierte Flügel durch den der Dewoitine D.9 ersetzt und diese Kombination wurde dazu verwendet, am 19. November 1928 einen Schweizerischen Höhenrekord aufzustellen.

## Technische Daten
| Kenngröße             | Daten                                                  |
| --------------------- | ------------------------------------------------------ |
| Besatzung             | 1                                                      |
| Länge                 | 7,30 m                                                 |
| Spannweite            | 12,24 m                                                |
| Höhe                  | 3,00 m                                                 |
| Flügelfläche          | 25,00 m²                                               |
| Flügelstreckung       | 6,0                                                    |
| Nutzlast              | 503 kg                                                 |
| Leermasse             | 837 kg                                                 |
| max. Startmasse       | 1'340 kg                                               |
| Höchstgeschwindigkeit | 250 km/h                                               |
| Dienstgipfelhöhe      | 9'000 m                                                |
| Reichweite            | 450 km                                                 |
| Triebwerke            | ein Bristol Jupiter 9Abx Mk IV mit 420 PS (ca. 310 kW) |
| Bewaffnung            | (vorgesehen) 2 vorwärtsfeuernde MG                     |